# Sofía Otero
Pour les articles homonymes, voir Otero.
Sofía Otero, née le 31 mars 2013 à Barakaldo (Pays basque), est une enfant actrice basque espagnole qui remporte l'Ours d'argent de la meilleure actrice lors de la Berlinale 2023.

## Carrière
Le 25 février 2023, elle remporte l'Ours d'argent de la meilleure actrice lors de la Berlinale 2023 pour son interprétation d'une jeune fille trans dans 20.000 especies de abejas. Âgée de 9 ans, elle est la plus jeune actrice à avoir reçu ce prix.

## Filmographie
Sauf indication contraire, les informations mentionnées dans cette section peuvent être confirmées par la base de données cinématographiques IMDb,  présente dans la section « Liens externes ».
- 2023 : 20.000 especies de abejas d'Estibaliz Urresola Solaguren : Lucía

## Distinctions
- Berlinale 2023 : Ours d'argent de la meilleure performance pour 20.000 especies de abejas[4]